# Театральна алея (Мангеттен)
Театральна алея (англ. Theatre Alley) — брукована вулиця довжиною у квартал у фінансовому районі Мангеттена, Нью-Йорк, між Енн і Бікман-стріт. Це одна з небагатьох алей Мангеттена, яка не є приватною власністю, до якої примикає 5 Бікман-стріт.
Алея була названа на честь прилеглого, колишнього Парк-театру, який згорів у 1848 році. Відповідно сайту забутий Нью-Йорк, це була перша вулиця з одностороннім рухом у Нью-Йорку, створена, щоб зменшити затори, спричинені кінними екіпажами, які прибували до театру.